# Isla Zacate Grande
Der Isla Zacate Grande ist ein erloschener Stratovulkan in Honduras, der heute eine sieben Kilometer mal zehn Kilometer große Insel sowie sieben Nebeninseln bildet.
Die Insel gehört zur Gemeinde Amapala im Departamento Valle.
Auf die Insel entfallen sieben der 13 aldeas (etwa Ortschaften oder Stadtviertel) der Gemeinde Amapala, die ihren Sitz auf der 1,8 km weiter südlich befindlichen Insel El Tigre hat. Diese werden noch weiter untergliedert in 27 caserios. Die aldeas der Insel (mit Bevölkerung nach der Volkszählung 2001):
| 1. Coyolito (623) 2. El Zope (459) 3. La Flor (342) 4. La Pintadillera (763) 5. Los Langues (297) 6. Puerto Grande (1048) 7. Playa o Punta Novillo (370) |